# Friedrich Wilhelm Riese
Répertoire
- Alessandro Stradella
- Martha

Friedrich Wilhelm Riese (né probablement en 1805 à Berlin, mort le 15 novembre 1879 à Naples) est un dramaturge et librettiste prussien.

## Biographie
Auteur pour le théâtre Thalia de Hambourg, il adapte plus de 100 pièces françaises, anglaises et italiennes, essentiellement des comédies. En 1838, il fait la connaissance du compositeur Friedrich von Flotow ; Riese écrit les livrets d'Alessandro Stradella et de Martha.
Riese s'installe à Naples en 1852.